# Zsíros kenyér
A zsíros kenyér magyar szendvicsféleség, kenyérszeletre kent zsír, általában vörös- vagy lilahagymafeltéttel, fűszerpaprikaporral és szükség szerint sóval készül.

## Történelem
A zsíros kenyeret eredetileg azért fogyasztották, mert a magyar kommunista időszak alatt sokszor nehéz volt vagy túl drága volt más ételhez jutni, mint a bolti zsír. A zsíros kenyér sokszor a szegénységet is szimbolizálta több magyar irodalmi műben is, mint például a Lúdas Matyiban. "...és kinek kell egy ilyen pörköltmámor után a józan zsíros kenyér?"

## Gyakori összetevők
- Kenyér
- Zsír
- Lila vagy vörös Hagyma
- Paprikapor
- Só